# Stichting Kinderen Kankervrij
Stichting Kinderen Kankervrij (KiKa) is een Nederlandse stichting die sinds 2002 fondsen werft voor wetenschappelijk onderzoek naar kanker. De stichting werd opgericht door Frits Hirschstein en Maarten Stoopendaal om met bijdetijdse manieren geld in te zamelen voor onderzoek naar kinderkanker.

## Doel
Het doel van de stichting is 'Ieder kind kankervrij'. Om dit te bereiken zamelt ze geld in om daarmee onderzoeken naar alle vormen van kinderkanker te financieren. Een groot deel van het kinderoncologisch onderzoek in Nederland vindt plaats in het Prinses Máxima Centrum in Utrecht. Daarnaast worden er door KiKa gefinancierde onderzoeken gedaan in het Amsterdam UMC, Beatrix Kinderziekenhuis, Willem-Alexander Kinderziekenhuis, Amalia Kinderziekenhuis, Sophia Kinderziekenhuis en het Wilhelmina Kinderziekenhuis.
Deze centra hebben hun onderzoeksactiviteiten op elkaar afgestemd, waardoor zij gezamenlijk een breed spectrum van kinderoncologie dekken. Daarnaast werd ruim 180 miljoen euro uitgegeven aan de doelstellingen van KiKa, waarvan 89,9 miljoen euro aan 252 verschillende onderzoeksprojecten. De overlevingskans van kinderen met kanker is gestegen van 72 procent in de jaren 1990 naar 81 procent in de periode 2010-2015. Dit werd toegeschreven aan verbeterde diagnostiek en behandeling.

## Bestedingen
In 2023 ging 76,1% van de donaties naar de doelstellingen van KiKa: zoveel mogelijk geld ophalen voor onderzoek dat bijdraagt aan betere behandelingen en kwaliteit van zorg, minder pijn tijdens behandelingen, meer kans op genezing en een hogere kwaliteit van leven voor patiënten, ook na behandeling. 23,9% was nodig voor kosten van werving, beheer en administratie.

## Evenementen
KiKa organiseert evenementen waarmee deelnemers geld kunnen ophalen voor onderzoek. Een voorbeeld is een sponsorloop onder de titel 'Run for KiKa'. Deze wordt georganiseerd in verschillende steden in Nederland. Daarnaast kunnen mensen zelf acties starten en zijn er georganiseerde evenementen als Schaats voor KiKa en Bakken voor Kika.
In 2021 is gestart met de KiKa Korte Broek actie, geïnspireerd door de actie van Pim in 2020. De actie vindt ieder jaar plaats in december, waarbij deelnemers een week lang in een korte broek lopen om aandacht te vragen en geld op te halen voor onderzoek naar kinderkanker.

## Voorlichting
De stichting biedt voorlichtingsmateriaal over kinderkanker aan voor de onder- en bovenbouw van het basisonderwijs en het middelbaar onderwijs. De voorlichting is erop gericht om leerlingen meer te leren over kinderkanker en de impact die deze ziekte heeft op leeftijdsgenootjes die hiermee te maken krijgen. Voor de bovenbouw en het middelbaar onderwijs wordt de voorlichting aangeboden met een gastdocent van KiKa. 